# El Morell
El Morell är en kommun i Spanien.   Den ligger i provinsen Província de Tarragona och regionen Katalonien, i den östra delen av landet, 400 km öster om huvudstaden Madrid. Antalet invånare är 3 514. Arean är 5,9 kvadratkilometer. El Morell gränsar till El Rourell, Vallmoll, Els Garidells, Perafort, La Pobla de Mafumet, Vilallonga del Camp och La Selva del Camp. 
Terrängen i El Morell är platt.